# Isla Macapule
Isla Macapule is een onbewoond eiland gelegen in de Golf van Californië bij de kust van Mexico. Het eiland heeft een oppervlakte van 2,7 km² en is een privaat eigendom. Momenteel (2014) staat het eiland voor bijna 100 miljoen Amerikaanse dollar te koop.
Op Isla Macapule leven 139 verschillende plantensoorten.